# Liste der Monuments historiques in Écollemont
Die Liste der Monuments historiques in Écollemont führt die Monuments historiques in der französischen Gemeinde Écollemont auf.

## Liste der Objekte
| Bezeichnung                         | Beschreibung          | Standort                        | Kennzeichnung | Schutzstatus | Datum | Bild |
| ----------------------------------- | --------------------- | ------------------------------- | ------------- | ------------ | ----- | ---- |
| Skulptur Madonna mit Kind           | Holz, 16. Jahrhundert | in der Kirche St-Sauveur (Lage) | PM51000374    | Classé       | 1966  |      |
| Skulptur Christus mit der Weltkugel | Holz, 16. Jahrhundert | in der Kirche St-Sauveur (Lage) | PM51000373    | Classé       | 1966  |      |